# Ilona Massey
Ilona Massey, all'anagrafe Ilona Hajmássy (Budapest, 16 giugno 1910 – Bethesda, 20 agosto 1974), è stata un'attrice ungherese naturalizzata statunitense.

## Biografia
Nacque a Budapest nel 1910 all'epoca dell'Impero austro-ungarico. Dopo un paio di film girati in Austria, fu lanciata nel cinema hollywoodiano come "la nuova Dietrich". Recitò al fianco dell'attore e cantante Nelson Eddy nelle commedie musicali in costume Rosalie (1937) e Balalaika (1939) e, più tardi, nel western Il prigioniero di Fort Ross (1947).
Nel 1943 apparve nell'horror Frankenstein contro l'uomo lupo, nei panni di Elsa Frankenstein, figlia del defunto barone. Tra gli altri titoli da lei interpretati, da ricordare la commedia Una notte sui tetti (1949), accanto ai fratelli Marx e a Raymond Burr. Proprio grazie a questo film il disegnatore Milton Caniff creò il personaggio della femme fatale Madame Lynx, antagonista di Steve Canyon. 
Negli anni cinquanta apparve in diversi lavori per la televisione, prima in alcune serie antologiche poi in un varietà musicale dove si esibì come cantante.
Dal 1941 al 1942 fu sposata con l'attore Alan Curtis, al fianco del quale recitò nel film L'incompiuta (1941). Divenne cittadina americana nel 1946, rimanendo fortemente anti-comunista. Venne sepolta accanto al suo ultimo marito, aviatore della seconda guerra mondiale.

## Omaggi
- Il nome dell'attrice fu fonte di ispirazione dello scrittore ispanico Alvaro Mutis per il romanzo Ilona arriva con la pioggia.

## Filmografia parziale

### Cinema
- Der Himmel auf Erden, regia di Emmerich Wojtek Emo - (con il nome Ilona von Hajmassy) (1935)
- Zirkus Saran, regia di Emmerich Wojtek Emo - (con il nome Ilona von Hajmassy) (1935)
- Rosalie, regia di W. S. Van Dyke (1937)
- Balalaika, regia di Reinhold Schünzel (1939)
- L'incompiuta (New Wine), regia di Reinhold Schünzel (1941)
- Musica segreta (International Lady), regia di Tim Whelan (1941)
- Joe l'inafferrabile (Invisible Agent), regia di Edwin L. Marin (1942)
- Frankenstein contro l'uomo lupo (Frankenstein Meets the Wolf Man), regia di Roy William Neill (1943)
- Vacanze al Messico (Holiday in Mexico), regia di George Sidney (1946)
- Il prigioniero di Fort Ross (Northwest Outpost), regia di Allan Dwan (1947)
- I rapinatori (The Plunderers), regia di Joseph Kane (1948)
- Una notte sui tetti (Love Happy), regia di David Miller (1949)
- Il ritorno dell'assassino (Jet Over the Atlantic), regia di Byron Haskin (1959)

### Televisione
- The Further Adventures of Ellery Queen – serie TV, episodio 1x02 (1958)

### Apparizioni in film e documentari
- Hollywood: Style Center of the World, regia di Oliver Garver - filmati di repertorio (1940)

## Doppiatrici
- Tina Lattanzi in Vacanze al Messico
- Cesarina Gheraldi in  Frankenstein contro l'uomo lupo
- Giovanna Scotto in Una notte sui tetti

## Spettacoli teatrali
- Ziegfeld Follies of 1943 (Broadway, 1º aprile 1943 - 22 luglio 1944)